# Altet de Palau
L'Altet de Palau és un jaciment de l'edat del bronze situat al terme municipal de La Font de la Figuera, en la confluència de tres corredors de comunicacions: la vall del Vinalopó, el corredor de la Costera i el port d'Almansa. El poblat presenta una extensió aproximada de 1.200 m², i se situa sobre una plataforma aplanada limitada per cingles en gairebé tot el seu perímetre, a excepció de la zona que comunica amb un petit monticle. En aquest últim s'emplaça L'Arbocer, un petit jaciment íntimament vinculat a L'Altet de Palau i que està separat de la resta de l'assentament per un petit tàlveg abancalat i conreat. En aquest espai es va localitzar un dipòsit datat del bronze tardà i compost de peces de bronze de diversos tipus: destrals, punxons, cisells, punyals, polseres i arracades associats a un àmbit amb restes de fosa.

## Intervencions arqueològiques

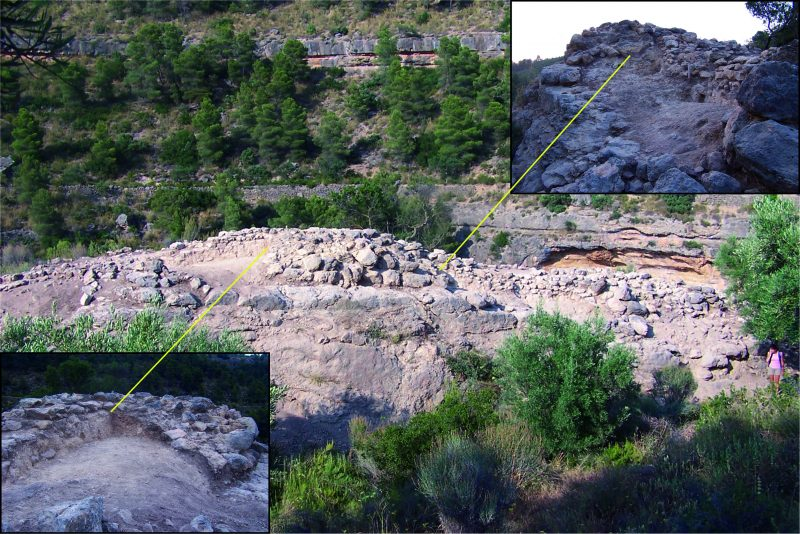
Muralla i torre de l'extrem nord-est del poblat de l'Altet de Palau

Com a conseqüència de la troballa al 2002 d'un variat conjunt metàl·lic al jaciment de L'Arbocer, es van iniciar les intervencions al proper poblat de l'Altet de Palau. Aquest projecte de recerca s'emmarca dins del programa d'excavacions arqueològiques del Servei d'Investigació Prehistòrica de la Diputació de València que, sota la direcció de Maria Jesús de Pedro Michó i Pablo Garcia Borja, han permès establir tant la seqüència del poblat com una aproximació a l'estructura interna i la manera de vida dels qui el van habitar fa 3.400 anys. En els treballs de camp han participat diversos estudiants i llicenciats de la Universitat de València i de diverses universitats europees, així com s'ha comptat també amb la col·laboració de diferents especialistes en relació amb l'estudi de la fauna, la vegetació i la sedimentologia del jaciment.

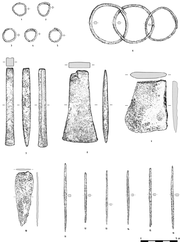
Objectes metàl·lics de L'Arbocer. 1-5. Arracades. 6. Polseres. 7. Cisell. 8. Destral plana. 9. Fragment de destral plana.10. Punyal de reblons. 11-16. Punxons. Garcia Borja, P. De Pedro Michó, M. J. Sánchez Molina, A. 2005: 186

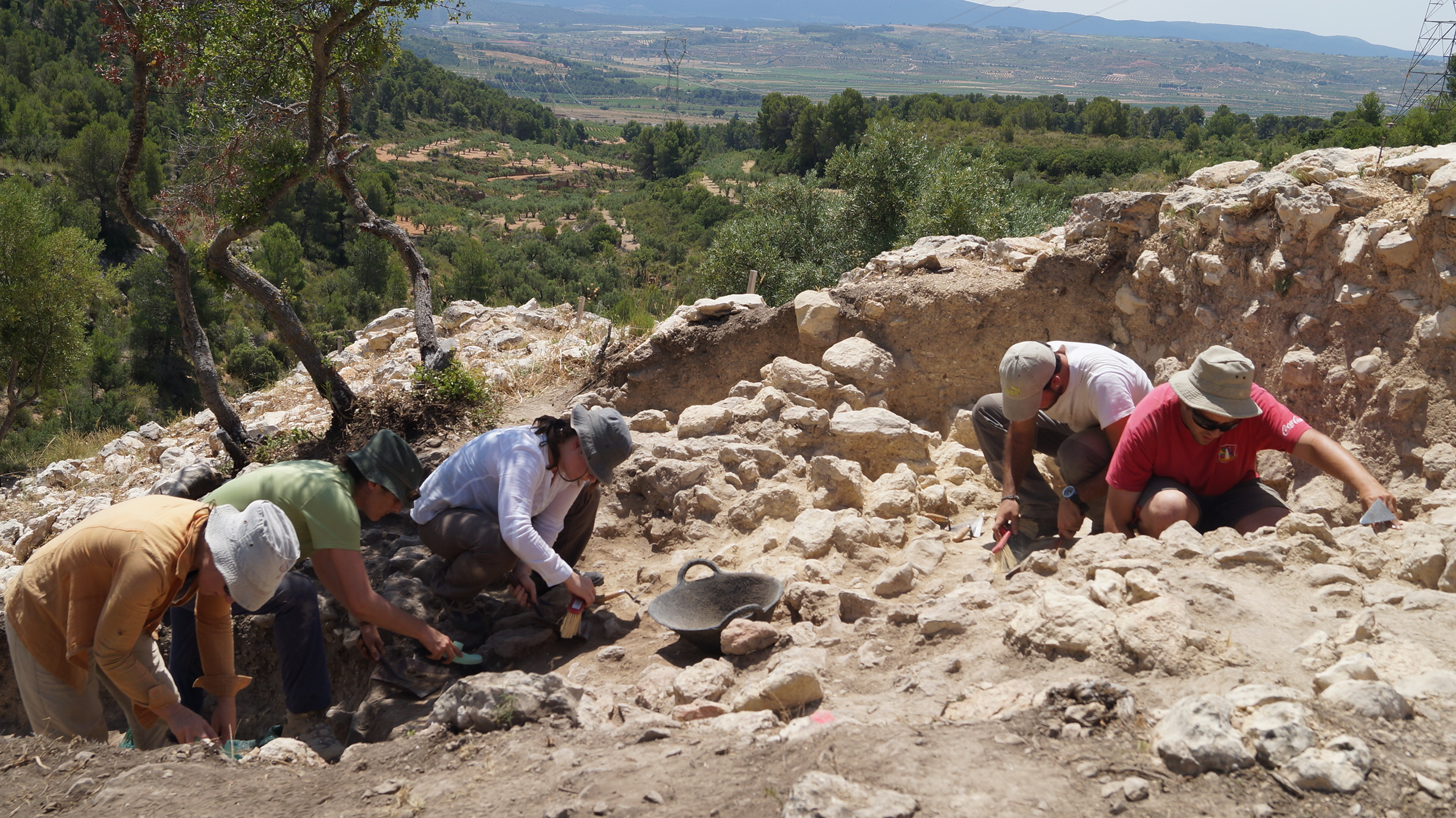
Excavacions de l'Altet de Palau

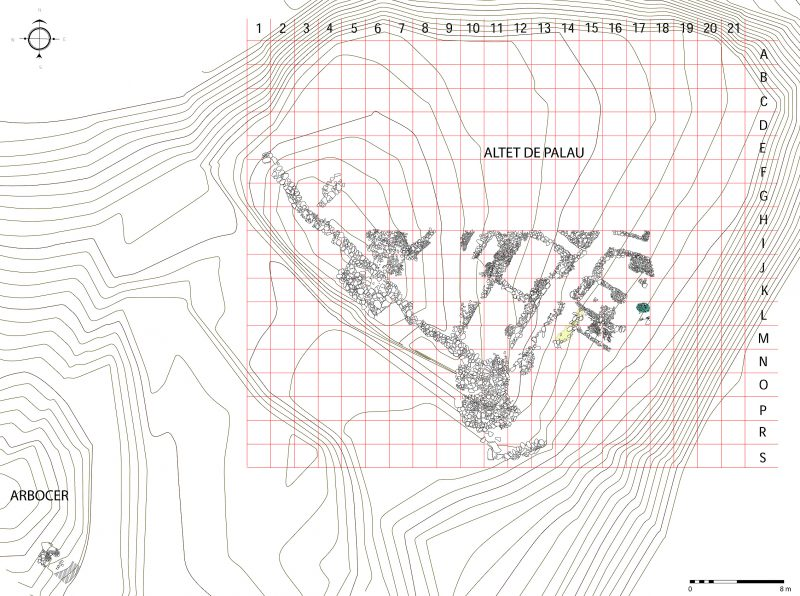
Planimetria de l'Altet de Palau

## Resultats de les recerques
Des de 2005 les campanyes efectuades en tots dos jaciments han permès conèixer i valorar adequadament un interessant assentament de l'edat del bronze amb espais d'habitació de planta quadrangular, diferents àrees de treball: de molta, emmagatzematge o metal·lúrgia; una muralla de grans dimensions amb bastions rectangulars, un carrer central que articula diferents departaments i estructures excavades a la roca a manera de cubetes. Presenta una cronologia de mitjan II mil·lenni aC, avalada per la presència de bronzes entre les troballes metàl·liques, per les tècniques de construcció utilitzades, la ceràmica, peses de teler i altres elements de la cultura material. Així mateix, aquesta cronologia ha estat confirmada per les anàlisis de C-14 efectuades sobre grans d'ordi que donen com a resultat unes datacions al voltant de 1400 aC, és a dir, del bronze tardà o recent.
Pel que fa a les bases econòmiques, l'agricultura estaria centrada en el cultiu d'ordi mentre que els ramats d'ovelles i cabres serien prou nombrosos, a més d'alguns gossos i porcs. Bòvids i cavalls realitzarien els treballs de càrrega i la caça de cérvols i conills complementaria la dieta càrnia. Pel que fa a la vegetació, i a partir de l'estudi de les restes de fusta carbonitzada recuperades durant els treballs arqueològics, es documenten espècies arbòries com la carrasca i el pi, utilitzades en la construcció i també diversos tipus de matoll, principalment coscoll, aladern de fulla ampla, brucs, lleguminoses i pins, restes que coincideixen amb les d'altres poblats de l'edat del bronze i que podrien estar indicant una intensa desforestació del medi per activitats antròpiques. Aquest panorama econòmic i productiu es completa amb la presència d'elements relacionats amb activitats metal·lúrgiques desenvolupades principalment al proper jaciment de l'Arbocer, on s'han pogut documentar unes estructures circulars interpretades com a forns, que tindria una estreta relació amb l'assentament de l'Altet de Palau.